# بیل مکانیکی (فیلم ۲۰۱۷)
بیل مکانیکی (کره‌ای: 메이드 인 차이나) فیلمی به کارگردانی لی جو هیونگ و نویسندگی کیم کی-دوک محصول سال ۲۰۱۷ کره جنوبی است.